# Рёш, Эберхард
Эберхард Рёш (нем. Eberhard Rösch; род. 9 апреля 1954, Карл-Маркс-Штадт) — восточногерманский биатлонист, серебряный и бронзовый призёр Олимпийских игр 1980 года в эстафете и спринте, чемпион мира 1978, 1979 и 1981 года в эстафете, многократный призёр чемпионатов мира.

## Спортивная карьера
Самым успешным Чемпионатом мира для Эберхарда Рёша стало первенство 1978 года в Хохфильцене, когда ему удалось собрать целую коллекцию медалей: золото эстафете, серебро в спринте и бронзу в индивидуальной гонке. По итогам года он занял третье место в Кубке мира. В следующем, 1979 году, биатлонист в составе команды ГДР повторил прошлогодний успех и вновь выиграл золото в эстафете.
В 1980 году восточногерманский спортсмен дебютировал на Олимпийских играх. На биатлонных соревнованиях, которые проходили в Лейк-Плейсиде ему удалось взять две медали. Серебро в эстафете (состав: Матиас Юнг, Клаус Зиберт, Франк Ульрих, Эберхард Рёш) и бронзу в индивидуальной гонке, где Рёш уступил только Анатолию Алябьеву из СССР и соотечественнику Франку Ульриху.
29 марта 1980 года биатлонист одержал свою первую и единственную победу в рамках Кубка мира. Ему покорилась спринтерская гонка на 10 км на этапе в Мурманске (СССР). Сезон 1979/1980 Рёш закончил на третьей позиции в общем зачете Кубка мира.
В 1981 году немец в третий раз стал чемпионом мира в эстафете.

## После завершения спортивной карьеры
До 2012 года Эберхард Реч был главой Национального центра подготовки биатлонистов в Альтенберге. Позже перешёл на должность технического директора. В 2005 году стало известно, что в течение 17 лет экс-спортсмен работал на Министерство государственной безопасности ГДР (Штази).

## Личная жизнь
Эберхард Рёч женат на Барбель, с которой имеет троих детей: сыновей Михаэля и Андреаса, дочь Штефани. Михаэль Рёш (род. 04.05.1983) — немецкий и бельгийский биатлонист, олимпийский чемпион 2006 года в эстафете в составе сборной Германии.

## Результаты на крупных соревнованиях

### Олимпийские игры
2 медали (1 серебро, 1 бронза)
| Соревнования     | Индивидуальная гонка | Спринт | Эстафета |
| ---------------- | -------------------- | ------ | -------- |
| Лейк-Плесид 1980 | Бронза               | -      | Серебро  |

### Чемпионат мира
5 медалей (3 золота, 1 серебро, 1 бронза)
| Соревнования     | Индивидуальная гонка | Спринт  | Эстафета |
| ---------------- | -------------------- | ------- | -------- |
| Лиллехаммер 1977 | 34                   | -       | -        |
| Хохфильцен 1978  | Бронза               | Серебро | Золото   |
| Рупольдинг 1979  | 9                    | 28      | Золото   |
| Лахти 1981       | 12                   | -       | Золото   |

### Победы на этапах Кубка Мира
1 победы
| Сезон              | Дата          | Место соревнований | Дисциплина   | Уровень    |
| ------------------ | ------------- | ------------------ | ------------ | ---------- |
| 1979/1980 1 победа | 29 марта 1980 | Мурманск           | спринт 10 км | Кубок мира |